# Senaat van Illinois

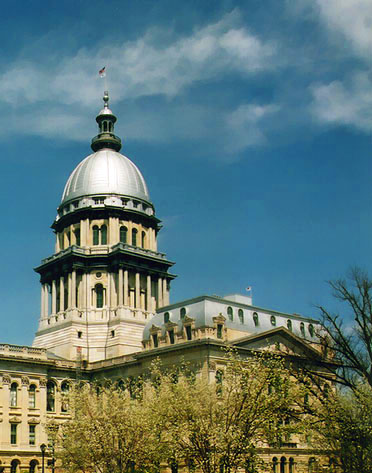
Het Illinois State Capitol in Springfield (Illinois), het gebouw waarin de leden van de Senaat bijeenkomen.

De Senaat van Illinois is het Hogerhuis van de Illinois General Assembly, de wetgevende macht van de staat Illinois in de Verenigde Staten. De Senaat werd opgericht onder de eerste grondwet van de staat Illinois in 1818. De Senaat van Illinois heeft 59 Senatoren die verkozen zijn van verschillende kiesdistricten in de staat zelf. Onder de Grondwet van 1970 worden de senatoren verdeeld in drie groepen, elke groep heeft een termijn van 2 jaar. In een verkiezingsjaar worden ⅓, ⅔, of alle zetels verkiesbaar gesteld. Het Huis van Afgevaardigden van Illinois, dat uit 118 leden bestaat, kent een zittingstermijn van 2 jaar.
De Senaat van Illinois komt bijeen in de hoofdstad Springfield. Zijn eerste officiële werkdag is de tweede woensdag van januari. De voornaamste taken van de Senaat zijn: Het goedkeuren van wetsvoorstellen, de Senaat kan het vetorecht van de gouverneur afwijzen door een tweederdemeerderheid. De Senaat kan personen in politieke functies afzetten door een tweederdemeerderheid.
De voorzitter van de Senaat is John Cullerton sinds 2009.

## Samenstelling
De vorige verkiezing vond plaats in november 2022, bij de volgende in november 2024 worden alle leden opnieuw verkozen.
| Partij        | Partij               | Zetels |
| ------------- | -------------------- | ------ |
|               | Democratische Partij | 40     |
|               | Republikeinse Partij | 19     |
| Aantal zetels | Aantal zetels        | 59     |
| Meerderheid   | Meerderheid          | 30     |